# Krautinsel
Het Krautinsel (letterlijk: kruideiland) is met een oppervlakte van 3,5 ha het kleinste van de drie eilanden in de Chiemsee (afgezien van het kunstmatig eilandje Schalch ten westen van Frauenchiemsee). Het eiland wordt zo genoemd, omdat er in de middeleeuwen groenten en kruiden op het eiland verbouwd werden. Het Krautinsel behoort tot de gemeente Chiemsee in het Landkreis Rosenheim.

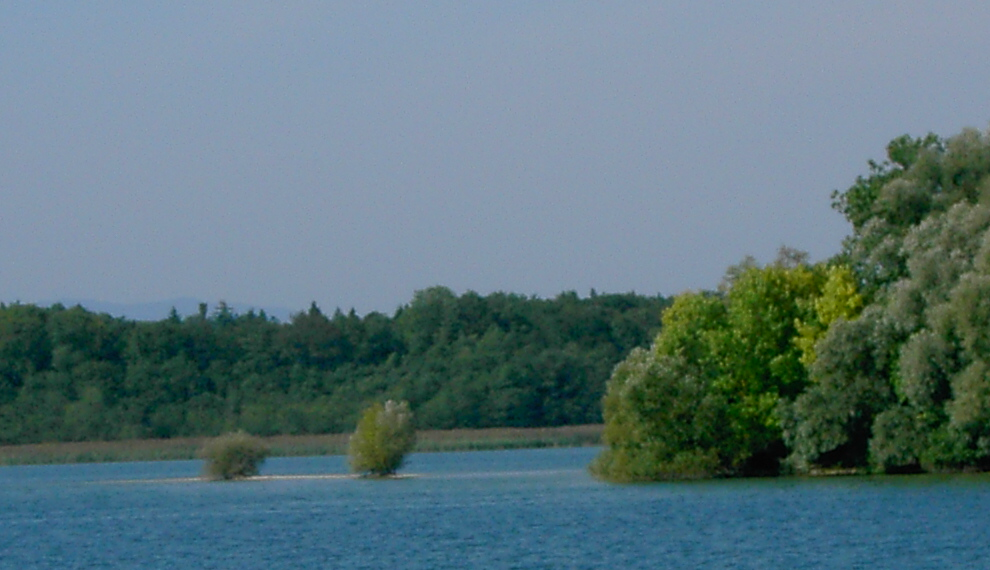
De zuidelijke uitlopers

Twee naamloze eilandjes, die respectievelijk 54 en 80 m ten zuiden van het Krautinsel gelegen zijn, vormen kleine uitlopers en zijn met elkaar verbonden door een kiezelbank. Ze hebben beide maar plaats voor één boom ofwel één struik. Deze uitlopers zijn niet zoals het Krautinsel onderdeel van de gemeente Chiemsee, maar horen net als het meer bij het gemeentevrij gebied van het Landkreis Traunstein.

## Gebruik
In tegenstelling tot het buureiland Frauenchiemsee is het Krautinsel onbewoond. Het dient 's zomers als wei voor het vee van de boeren rondom de Chiemsee. In de herfst wordt het vee weer per schip naar het vasteland gebracht. In de middeleeuwen verbouwden nonnen van het benedictinessenklooster Frauenwörth groenten en kruiden op het eiland.

## Vondsten uit de steentijd
Sporen van vestiging in de nieuwe steentijd werden voor de eerste keer gevonden in 1930. Latere onderzoeken vanaf 1993 brachten ook stenen werktuigen uit de oude steentijd aan het licht, waaronder lemmeten en pijlspitsen van vuursteen, stenen vlakbijlen en een koperen vlakbijl.